# A22 (motorväg, Tyskland)

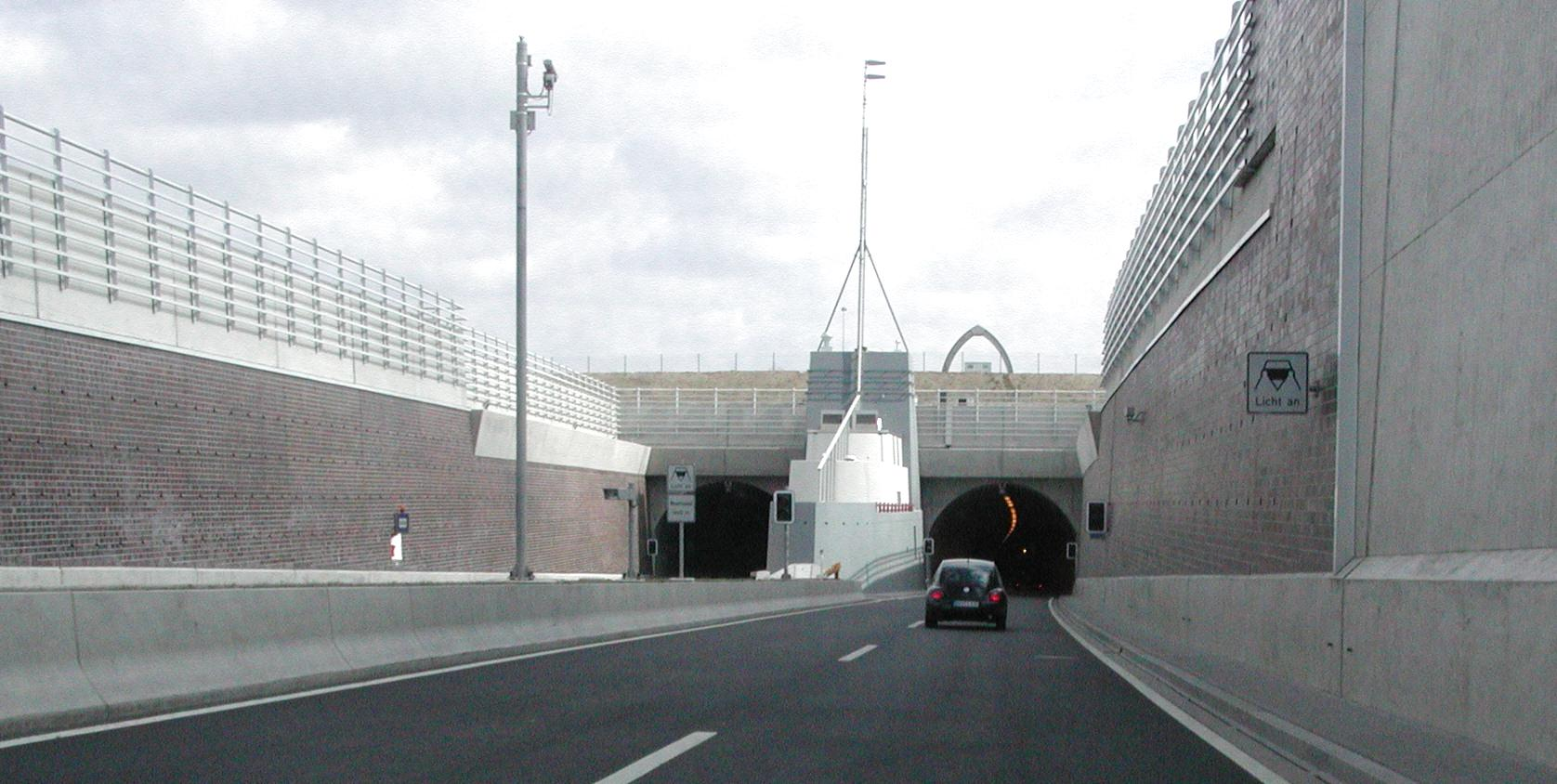
Wesertunnel, en del av den planerade A22

A22 var en planerad motorväg i Tyskland. Den 25 juni 2010 beslutades det att A22 skulle slås samman med A20. Numret A22 planeras alltså inte att användas.
Enligt planerna skulle den förbinda A28 vid Westerstede med A27 nära Bremerhaven. Den skulle också korsa A29 vid Jaderberg och floden Weser i Wesertunnel, som tills vidare är B437. Byggstart för sträckan uppskattas för närvarande (1 november 2012) till tidigast 2014.